# Mostro di Udine
Il Mostro di Udine è un serial killer, mai identificato, ritenuto responsabile di diversi omicidi commessi nella provincia di Udine tra il 1971 e il 1989. Le vittime attribuite al killer sono 4 accertate, mentre quelle presunte sono 10. La maggior parte delle vittime erano prostitute; solo quattro di loro vennero uccise nella stessa maniera. Il criminale non è mai stato identificato né è mai stata ritrovata l'arma del delitto; negli anni ci furono richieste da parte dei parenti delle vittime di riapertura delle indagini. Al caso è ispirata una serie televisiva.

## Storia
Fra il 1971 e il 1989 vi furono in Friuli tredici omicidi di donne che rimasero irrisolti; le vittime erano quasi sempre prostitute (solo in due omicidi non lo erano) e in quattro casi, dato che nessun dettaglio sulle modalità degli omicidi era stato reso noto, si ipotizzò che fossero riconducibili allo stesso individuo. Per gli altri casi l'attribuzione allo stesso omicida fu più difficoltosa, anche perché in quel periodo in Friuli il fenomeno della prostituzione era particolarmente diffuso a causa delle molte caserme militari presenti e inoltre alcune vittime erano presumibilmente rimaste vittime delle stesse organizzazioni criminali che le sfruttavano.
Dei tredici casi irrisolti quindi, nel 1994 un rapporto dei Carabinieri alla Magistratura sostenne che quattro di questi delitti avrebbero potuto essere stati commessi dalla stessa persona, il cosiddetto “mostro di Udine”, in quanto quattro cadaveri mostravano lo stesso sfregio sul ventre fatto con una lama simile a un bisturi. Fra gli anni cinquanta e il 1971 a Udine e provincia si era verificato un solo omicidio di prostitute e 13 fra il 1971 e il 1989, quindi altri tre dal 1991 al 2004, e nessuno dal 2004 in poi. Della sequenza di vittime uccise dalla stessa persona, la serie di omicidi attribuibili al Mostro di Udine incomincia il 19 febbraio 1980, quando a Pradamano viene scoperto il cadavere di Maria Carla Bellone, 19 anni; seguiranno Luana Giamporcaro il 24 gennaio 1983 e Aurelia Januschewitz, il 3 marzo 1985. La serie si interruppe con Marina Lepre, che non era però una prostituta ma una maestra di scuola elementare, uccisa il 26 febbraio 1989. Le quattro vittime presentano una lunga incisione a forma di “S” sul ventre e molte ferite al collo e alla gola. Del delitto di Marina Lepre venne indagato un ginecologo, schizofrenico, che non ha mai svolto l'attività di medico, che era stato sorpreso vicino al luogo del delitto ma che uscì dall'indagine per mancanza di prove. Successivamente si ipotizzò l'esistenza di due diversi serial killer, uno che agiva con il bisturi e l'altro che strangolava prostitute ma non ci sono stati seguiti e i casi risultano irrisolti.
Il 15 marzo 2019 viene avanzata dall‘avvocata Federica Tosel, legale dei familiari di Maria Luisa Bernardo e Maria Carla Bellone (due delle donne uccise tra il 1971 e il 1989), una richiesta di riapertura delle indagini.

## Vittime
Accertate
Gli inquirenti sono sicuri su almeno 4 casi a causa della stessa maniera nella quale vennero commessi gli omicidi. Secondo i risultati delle perizie medico-legali in questi casi i ventri delle vittime vennero dopo la morte tagliati dall'addome al pube con un oggetto affilato, forse un bisturi. La maniera dell'incisione era simile a quella praticata nell'ostetricia. Questo portò a supporre che l'uccisore potrebbe essere stato un medico. Le vittime sono:
- Maria Carla Bellone, una prostituta di 19 anni, uccisa il 19 febbraio 1980;
- Luana Giamporcaro, una prostituta di 22 anni, uccisa il 24 gennaio 1983;
- Aurelia Januschewitz, una prostituta di 42 anni, uccisa il 3 marzo 1985;
- Marina Lepre, una maestra di scuola elementare di 40 anni, uccisa il 26 febbraio 1989.

Presunte
- Irene Belletti, 35 anni, uccisa con una serie di fendenti a vari punti del corpo il 21 settembre 1971;
- Elsa Moruzzi, 52 anni, strangolata il 6 novembre 1972;
- Eugenia Tilling, uccisa nel dicembre 1975 a coltellate alla gola;
- Maria Luisa Bernardo, 26 anni, uccisa a pugnalate a varie parti del corpo il 21 settembre 1976; la polizia non esclude il collegamento tra questo delitto e quello Belletti;
- Jaqueline Brechbullher, 46 anni, uccisa a coltellate il 3 ottobre 1979;
- Il cadavere carbonizzato di Wilma Ghin, 18 anni, venne ritrovato in una discarica di Gradisca nel marzo 1980; un giovane pugliese venne poco dopo indagato per questo omicidio, ma poi scagionato, Wilma non era una prostituta;
- Maria Bucovaz, 44 anni, strangolata con una calza di nylon il 22 maggio 1984;
- Matilde Zanette, uccisa nel settembre 1984; per quest'omicidio venne arrestato Gianluigi Sebastianis;
- Stojanka Joksimovic, 42 anni, strangolata il 29 dicembre 1984;
- Nicla Perabò, strangolata nel settembre 1991; per quest'omicidio fu arrestato Bruno Leita.[13]

### Marina Lepre
L'omicidio di Marina Lepre si differenzia da tutti gli altri in quanto la vittima non era una prostituta ma una maestra di scuola elementare. Aveva 40 anni, era separata e con una figlia di nome Fedra. Viveva con il compagno a Cividale del Friuli. La sera della sua morte viene vista all'ospedale di Udine per farsi medicare una lieve ferita al mento; poco dopo è notata salire a bordo di una Fiat nei pressi della stazione. Da quel momento, per tutta la notte, se ne perdono le tracce fino al rinvenimento, il giorno successivo, sul greto del fiume Torre nella periferia nord della città. L'addome della donna presentava un netto taglio a forma di "s" che squarciava l'addome fino ad arrivare al pube ma saltando l'ombelico.
Un carabiniere, Edi Sanson, assieme ad un collega decide di ritornare sul luogo del delitto. Sono le 19:00 quando i due carabinieri sentono una voce in lontananza, seguendola arrivano alla chiesa di San Bernardo e trovano un sessantenne in evidente stato confusionale, con le braccia rivolte al cielo che chiede perdono. L'uomo dice di essere un ginecologo di Udine (questo spiegherebbe la manualità nell'uso del bisturi). Decidono di riportarlo a casa e quando bussano è un uomo ad aprirgli. Questo sostiene di essere il fratello e spiega ai due gendarmi che il fratello è affetto da allucinazioni. I due chiedono di entrare ma il fratello si fa più duro e li caccia via in quanto sprovvisti di mandato. Gli inquirenti non troveranno però elementi di prova e la posizione dell'uomo verrà archiviata.
Per mancanza di prove il caso Marina Lepre verrà infine chiuso senza colpevoli.

## Influenza culturale
- Il mostro di Udine: serie televisiva (2019)